# Enzo Siviero
Enzo Siviero (Vigodarzere, 19 gennaio 1945) è un architetto italiano. Ha dedicato gran parte della sua carriera alla progettazione di ponti e all'insegnamento delle strutture nella facoltà di architettura dell'Università di Venezia e attualmente rettore dell'Università telematica eCampus

## Biografia

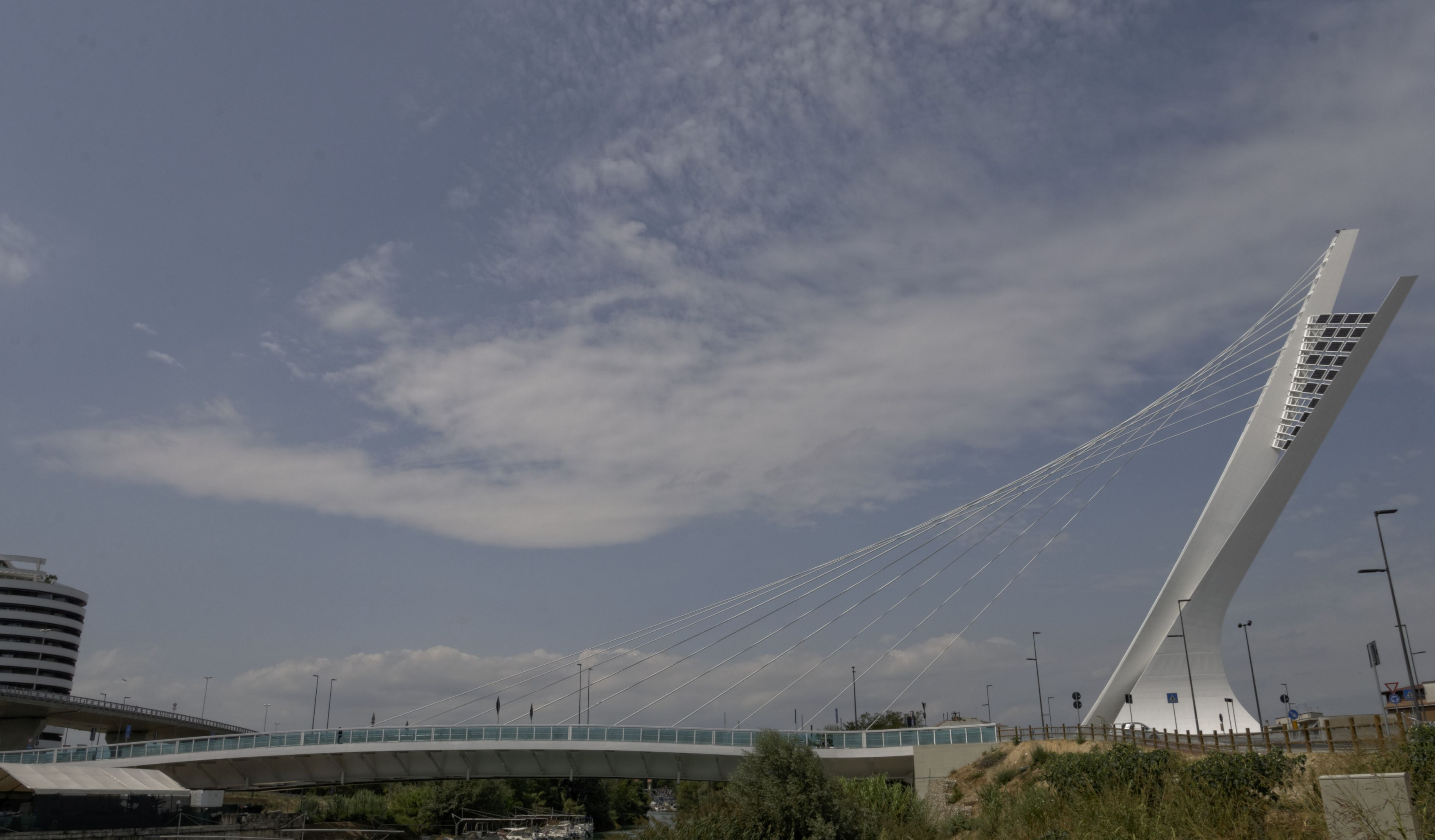
Il ponte Ennio Flaiano a Pescara.

Si laurea in ingegneria civile presso l'Università di Padova nel 1969. Ha insegnato Teoria e Progetto di Ponti presso l'Università Iuav di Venezia dove è stato professore ordinario di Tecnica delle costruzioni.
Ha fondato nel 1989, e dirige tuttora, la rivista Galileo, giornale del Collegio degli ingegneri della provincia di Padova.
All'interno della comunità accademica si è fatto promotore della cultura della progettazione strutturale promuovendo numerose pubblicazioni, convegni e mostre. Il suo lavoro didattico e di ricerca, incentrato sul tema del ponte, è volto a promuovere tra gli architetti un approccio progettuale che contempli sapienza costruttiva e ricerca estetico-formale.
Proprio per questo motivo è stato relatore di oltre settecento tesi di laurea in architettura, che riguardano il rapporto struttura-forma.
Come progettista è attivo sia in Italia che all'estero, distinguendosi per la realizzazione di numerosi ponti e viadotti, per i quali ha ricevuto diversi premi e riconoscimenti.
È autore di diversi libri e centinaia di articoli sul cemento armato, sulle strutture, sulla conservazione e progettazione di infrastrutture e grandi strutture.
Nel 2007 è stato eletto al CUN, Consiglio Universitario Nazionale, dove ha ricoperto il ruolo di Vicepresidente.
Attualmente è membro onorario di RMEI - Réseau Méditerranéen des Ecoles d'Ingénieurs e Rettore dell'Università ECampus.
Nel dicembre 2016 ha presentato a Tunisi TUNeIT, un ponte di 140 km che collegherebbe la penisola tunisina di Cap Bon a Mazara del Vallo in Sicilia.
Nel 2017 viene costruito a Pescara il ponte Flaiano da lui progettato.

## Premi e riconoscimenti
- Laurea honoris causa in architettura. Politecnico di Bari, 2009
- Premio Al Idrisi 2015, “per il contributo dato nella progettazione e realizzazione di ponti in tutto il mondo, non solo fra diverse sponde, ma anche umana fra persone, popoli e culture”
- Premio Europeo Capo Circeo, 2017 in quanto "progettista di ponti e di teorico della grandi infrastrutture atte a promuovere la vicinanza e comunanza sociale, economica e culturale dei popoli euro-mediterranei"